# Haywardiamyia brevicornis
Haywardiamyia brevicornis là một loài ruồi trong họ Tachinidae.